# Baccarat (Unternehmen)

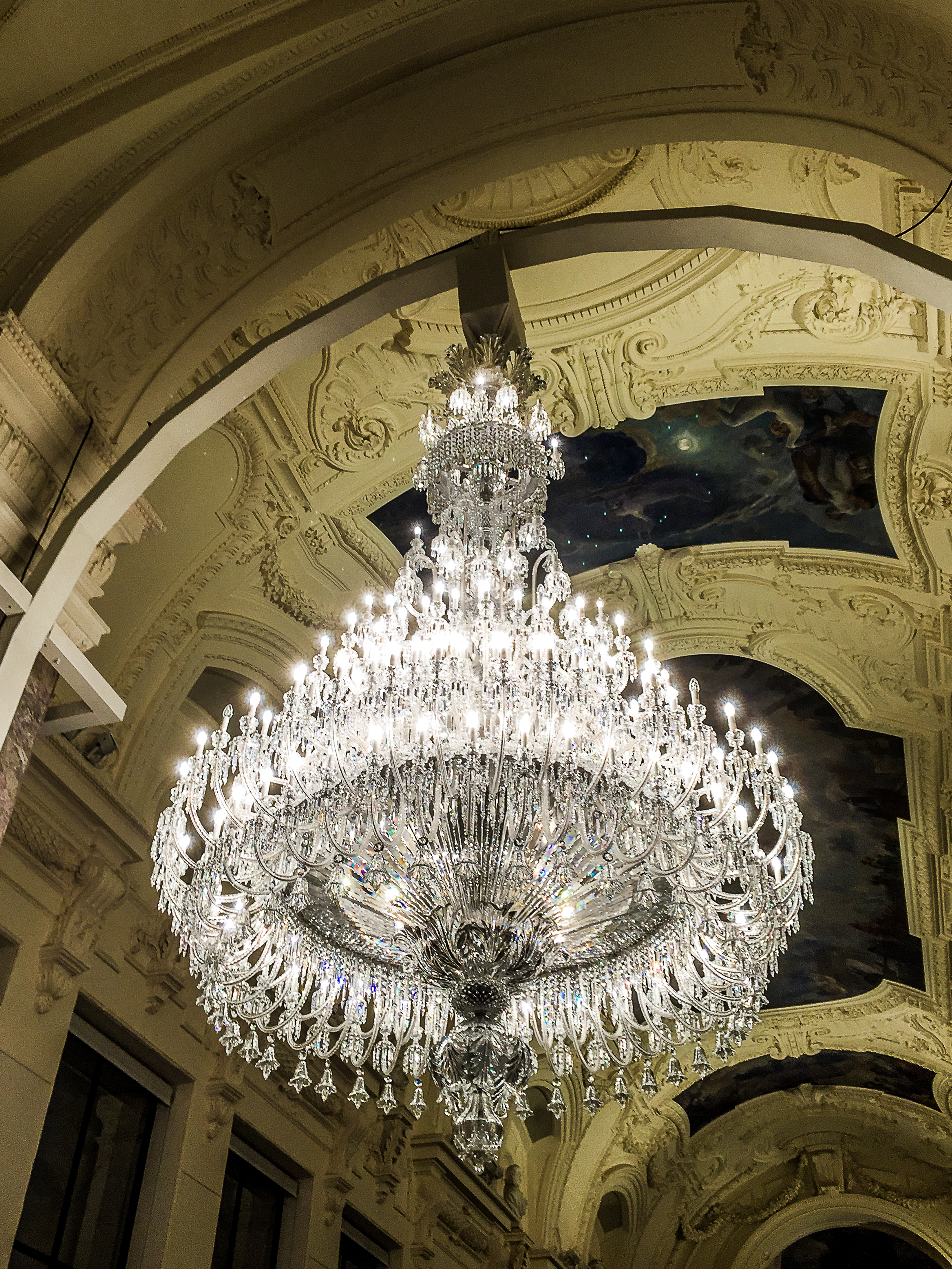
Kronleuchter von Baccarat

Baccarat S.A. mit Sitz in Nancy und Verwaltung in Paris ist ein börsennotierter Hersteller von Kristallglas, der unter der Marke Baccarat Schmuck, Tafelgeschirr, Leuchter und Geschenkartikel vertreibt. Das Unternehmen geht auf eine 1764 in Baccarat (Lothringen) gegründete Kristallmanufaktur zurück, die bis heute für das Unternehmen Kristall- und Bleigläser produziert. Das Unternehmen betreibt ein Museum in Baccarat und in Paris.
Baccarat S.A ist seit 2018 im Mehrheitsbesitz eines chinesischen Privatinvestors.

## Geschichte

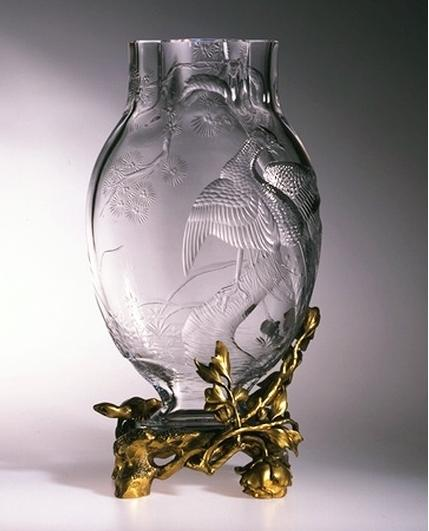
Baccarat Vase 1890–1900, Victoria and Albert Museum, London

### 1764–1816
1764 erteilte König Ludwig XV. von Frankreich Louis-Joseph de Montmorency-Laval (1710–1802), dem Bischof von Metz, die Erlaubnis, in der Stadt Baccarat in Lothringen im Osten Frankreichs eine Glashütte zu gründen. Die Produktion bestand aus Fensterscheiben, Spiegeln und Stielgläsern bis 1816, als der erste Kristallofen in Betrieb ging. Zu diesem Zeitpunkt waren über 3000 Arbeiter am Standort beschäftigt.

### 1817–1869
Baccarat erhielt 1823 seinen ersten königlichen Auftrag. Damit begann eine lange Reihe von Aufträgen für Könige und Staatsoberhäupter auf der ganzen Welt. 1855 gewann Baccarat auf der Weltausstellung in Paris seine erste Goldmedaille. Baccarat begann seine Arbeit erstmals 1860 mit einer eingetragenen Marke zu kennzeichnen. Die Marke war ein Etikett, das am unteren Rand der Arbeit angebracht war. In der Zeit von 1846 bis 1849 signierte Baccarat einige ihrer hochwertigen Glas-Millefiori-Briefbeschwerer mit dem Buchstaben B und dem Jahresdatum in einem zusammengesetzten Rohrstock. Ein spezieller Briefbeschwerer aus dem Jahr 1853 wurde unter dem Grundstein einer bombengeschädigten Kirche in Baccarat gefunden, als der Bau nach dem Zweiten Weltkrieg wieder aufgenommen wurde. Die Kristallproduktion erweiterte ihren Anwendungsbereich in dieser Zeit und Baccarat baute einen weltweiten Ruf für die Herstellung von feinen Stiel-, Kronleuchter-, Barware- und Parfümflaschen auf.

### 1870–1936

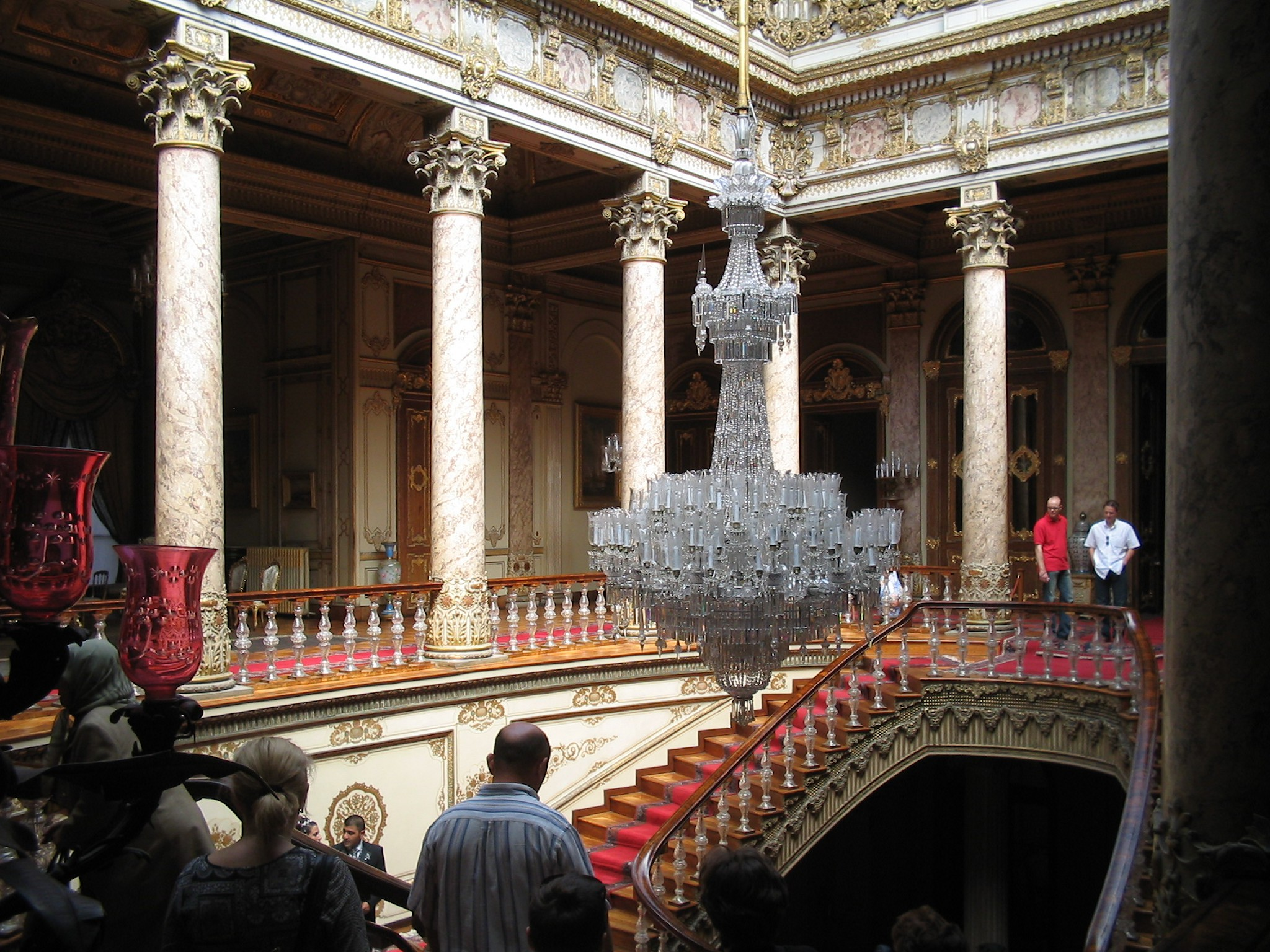
Von Baccarat angefertigte Kristallleuchter und Treppengeländer, Dolmabahçe-Palast, Istanbul

Die Kaiserzeit endete 1870 mit der Niederlage Napoléons III. Einflüsse außerhalb Frankreichs hatten in dieser Zeit einen stärkeren Einfluss auf Baccarats Arbeit, insbesondere auf Importe aus Japan. Der größte Kronleuchter der Welt und eine Treppe mit einer Baccarat-Kristallbalustrade schmücken den Dolmabahçe-Palast in Istanbul. In Asien setzte sich das starke Wachstum von Baccarat fort. Baccarat ist in den königlichen Häusern ziemlich berühmt geworden. Die Königin von Portugal zum Beispiel gab für ihre Privatsammlung dekorative Stücke und Geschirr in Auftrag (derzeit im Palácio Nacional da Ajuda ausgestellt). Eines der stärksten Produktionsgebiete für Baccarat waren Parfümflaschen, und 1907 wurden über 4000 Flaschen pro Tag produziert. 1936 begann Baccarat, alle seine Werke durch Säure- oder Sandstrahlen zu markieren.   
Belieferte Parfümhersteller waren d’Orsay, Jean Patou, Rimmel, Yardley, Elizabeth Arden, Coty, Roger & Gallet, Lentheric und Guerlain.

### 1936-heute
Baccarat gründete 1948 eine amerikanische Tochtergesellschaft in New York City. Sie begannen, Stücke zu produzieren, die auf zylonischen Designs basierten, wie das berühmte Stück Cylon Carrier – Napoleon Hat (1958). Der Vorsitzende von Baccarat von 1960 bis 1992 war René de Chambrun, der Schwiegersohn des ehemaligen französischen Vichy-Premierministers Pierre Laval.
Es gibt amerikanische Geschäfte in Costa Mesa, Kalifornien; Houston, Texas; Greenwich, Connecticut; New York City; Palm Desert, Kalifornien; Las Vegas; und Miami, Florida. 1964 fand im Louvre eine Retrospektive statt, um den 200. Jahrestag der Kristallarbeiten zu feiern. 1989 kam das Unternehmen in den Besitz der Familie Taittinger, die neben Champagne auch Investments in Hotels und anderen Luxusgütern hatte. 1993 begann Baccarat mit der Herstellung von Schmuck und 1997 expandierte das Unternehmen in Parfüm. Im Jahr 2003 zog Baccarat an den neuen Unternehmenssitz am Place des États-Unis in Paris.
Im Jahr 2005 gelang das Unternehmen in die Hand von Starwood Hotels & Resorts Worldwide, einer US-amerikanischen Hotel- und Immobiliengruppe, der in Besitz eines mehrheitlichen Anteils durch den Kauf der Groupe du Louvre, einer Holding der Familie Taittinger, kam. 2018 veräußerte Starwood seinen Anteil an Fortune Fountain Capital, das Family-Office der chinesischen Investorin Coco Chu.